# Torre-Pacheco
Torre-Pacheco é um município da Espanha na província e comunidade autónoma de Múrcia. Tem 189,4 km² de área e em 2021 tinha 37 299 habitantes (densidade: 196,9 hab./km²).

## Demografia
| Variação demográfica do município entre 1991 e 2004 | Variação demográfica do município entre 1991 e 2004 | Variação demográfica do município entre 1991 e 2004 | Variação demográfica do município entre 1991 e 2004 |
| --------------------------------------------------- | --------------------------------------------------- | --------------------------------------------------- | --------------------------------------------------- |
| 1991                                                | 1996                                                | 2001                                                | 2004                                                |
| 16568                                               | 20345                                               | 24332                                               | 26806                                               |